# Daniel Gustaf Swedberg
Daniel Gustaf Swedberg, född 1719, död 20 november 1800 på Gäsjö bruk, Norberg, Västmanlands län, var en svensk brukspatron, konduktör och tecknare.
Han var son till kyrkoherden och prosten Johan Danielsson Swedberg och Helena Beata Barchæa och gift med Brita Catharina Gjölberg. Vid sidan av sin verksamhet som brukspatron var Swedberg verksam som tecknare.